# 이춘섭
이춘섭(1933년 11월 25일 ~ 2022년 10월 29일)은 대한민국의 정치인이다. 제37·38대 홍천군수를 역임했다.

## 학력
- 화계국민학교 (졸업)
- 홍천중학교 (졸업)
- 홍천농업고등학교 (졸업)

## 역대 선거 결과
|  | 46.99% |

|  | 38.24% |